# Touche à tout (magazine)
Pour les articles homonymes, voir Touche-à-tout.
Touche à tout est un magazine mensuel illustré français fondé par la Librairie Arthème Fayard en 1908 et disparu en 1914.
Le concept de la revue sera repris en 1929 par Jean Fayard à travers l'hebdomadaire Ric et Rac.

## Histoire
Touche à tout, sous-titré « magazine des magazines », est lancé le 15 janvier 1908 aux éditions dirigées par Arthème Fayard à Paris, au prix attractif de 25 centimes pour 140 pages. La couverture en bichromie rouge orangé est dessinée par Charles Pourriol (1871-1910) qui invente pour l'occasion un personnage d'âge mûr, assez farfelu et curieux de tout, s'intéressant, sur les quais de scène, chez les bouquinistes, à des ouvrages de différentes natures. Ce personnage prend sa source dans Le Jardin de Bérénice de Maurice Barrès, il sera repris et décliné sur la couverture au cours des mois suivant, jusqu'en décembre 1909. Au sommaire du premier numéro, on trouve deux romans complets, l'un de Jean Rameau, l'autre de Daniel Lesieur (Jeanne Loiseau, dite). Complétant le tout par de nombreux articles à prétention encyclopédique et pratique, agrémentés de dizaines d'illustrations originales (dessins et reproductions de photographies), l'éditeur promet aucune publicité à l'intérieur des cahiers.
La numérotation repart au numéro un à chaque mois de janvier. Le prix grimpe à 50 centimes, pour finir à 60 centimes en 1914. La couverture change à partir de janvier 1910, offerte à différents artistes. Parmi eux, Benjamin Rabier, qui compose de nombreuses unes, et Georges Conrad.
Les derniers numéros, outre de courts romans, comportent de nombreuses pages publicitaires et des reportages.